# Бритто, Итан
Итан Бритто (англ. Ethan Britto; 30 ноября 2000, Гибралтар) — гибралтарский футболист, защитник клуба «Линкольн Ред Импс» и сборной Гибралтара.

## Биография

### Клубная карьера
Воспитанник клуба «Линкольн Ред Импс». Дебютировал в чемпионате Гибралтара 2 декабря 2016 года, отыграв весь матч против клуба «Сент-Джозефс», а в январе 2017 года на правах аренды перешёл в «Европа Поинт», за который сыграл 11 матчей и забил 2 гола. В следующем сезона 2017/18 вместе с «Линкольном» стал чемпионом страны, однако после окончания сезона он покинул команду в качестве свободного агента и перешёл в клуб «Монс Кальп», в котором провёл один сезон. В 2019 году вернулся в «Линкольн».

### Карьера в сборной
Дебютировал за сборную 13 октября 2018 года, в победном для Гибралтара матче Лиги наций против сборной Армении (1:0), в котором вышел на замену на 85-й минуте вместо Эндрю Эрнандеса.

## Достижения
«Линкольн Ред Импс»
- Чемпион Гибралтара: 2017/18
- Обладатель Суперкубка Гибралтара: 2017